# Домінічин
Домінічин (пол. Dominiczyn) — село в Польщі, у гміні Старий Брус Володавського повіту Люблінського воєводства. Населення — 250 осіб (2011).

## Історія
За даними етнографічної експедиції 1869—1870 років під керівництвом Павла Чубинського, у селі переважно проживали римо-католики, меншою мірою — греко-католики, які розмовляли українською мовою.
У 1975—1998 роках село належало до Холмського воєводства.

## Демографія
Демографічна структура станом на 31 березня 2011 року:
|          | Загалом | Допрацездатний вік | Працездатний вік | Постпрацездатний вік |
| -------- | ------- | ------------------ | ---------------- | -------------------- |
| Чоловіки | 132     | 28                 | 91               | 13                   |
| Жінки    | 118     | 25                 | 65               | 28                   |
| Разом    | 250     | 53                 | 156              | 41                   |